# Мелиса Лео
Мелиса Лео (на английски: Melissa Leo) е американска актриса. Работи предимно с режисьори от т. нар. независимо кино.

## Биография
Мелиса Лео е родена на 14 септември 1960 г. в Манхатън, Ню Йорк и е израснала в тамошния квартал Lower East Side. Тя е дъщеря на Маргарет, учителка (родена Чесингтън, в Калифорния), и Арнолд Лео III, редактор в издателството Grove Press. Има брат, Ерик Лео.  Леля ѝ е историкът на изкуството Кристин Лео Ръсел. Родителите на Лео се развеждат, а майка ѝ се премества в комуната Red Clover, Пътни, Върмонт.

### Кариера
Мелиса Лео се появява в няколко телевизионни предавания и филми през 1980-те години, става редовен участник в телевизионните предавания „Всички мои деца“ (All My Children), които ѝ спечелват награда „Еми“, и сериала „Младите ездачи“ (The Young Riders). През 1993 г. идва нейният пробив с ролята на детектив и по-късно сержант Кей Хауърд в телевизионния сериал „Убийства:Животът на улицата“ (1993 – 1997). Получава признание от критиката за изпълнението си като Рей Еди във филма „Замръзнала река“ (2008), роля, която ѝ спечелва няколко номинации и награди, включително номинация за Оскар за най-добра женска роля. През 2010 г. Лео печели няколко награди за изпълнението си като Алис Еклунд-Уорд във филма „Боецът“, включително наградата Оскар за най-добра поддържаща женска роля и Златен глобус за най-добра актриса в поддържаща роля.
През 2013 г. тя печели наградата „Primetime Emmy“ за гостуващата си роля в телевизионния сериал „Луи“. След това участва във филма на Netflix за 2017 г. „Най-мразената жена в Америка“ в ролята на основателката на организацията „Американски атеисти“ Мадалин Мъри О’Хейр.

### Личен живот
Мелиса Лео живее в Стоун Ридж, Ню Йорк. През 1987 г. ражда син Джон Матю (Джак) Хърд от бившия си приятел, актьора Джон Хърд. Тя смята режисьора Адам Дейвънпорт за „нещо като син“.

## Избрана филмография

### Телевизия
| Година | Филм                   | Оригинално заглавие            | Роля            | Бележки  |
| ------ | ---------------------- | ------------------------------ | --------------- | -------- |
| 2004   | Вероника Марс          | Veronica Mars                  | Джулия Смит     | 1 епизод |
| 2004   | От местопрестъплението | CSI: Crime Scene Investigation | Сибил Перес     | 1 епизод |
| 2005   | Ел Връзки              | The L Word                     | Уини Ман        | 3 епизод |
| 2007   | Престъпни намерения    | Criminal Minds                 | Джорджия Дейвис | 1 епизод |
| 2007   | Забравени досиета      | Cold Case                      | Тейна Реймс     | 1 епизод |
| 2020   | Дотолкова съм сигурен  | I Know This Much Is True       | Ма              | 5 епизод |

### Кино
| Година | Филм                                  | Оригинално заглавие                      | Роля                               | Режисьор                   |
| ------ | ------------------------------------- | ---------------------------------------- | ---------------------------------- | -------------------------- |
| 2003   | 21 грама                              | 21 Grams                                 | Мариан Джордан                     | Алехандро Гонсалес Иняриту |
| 2005   | Трите погребения на Мелкиадес Естрада | The Three Burials of Melquiades Estradae | Рейчъл                             | Томи Лий Джоунс            |
| 2009   | Вероника решава да умре               | Veronika Decides to Die                  | Мари                               | Емили Янг                  |
| 2009   | Всичко ни е наред                     | Everybody's Fine                         | Колийн                             | Кърк Джоунс                |
| 2010   | Боецът                                | The Fighter                              | Алис Уорд                          | Дейвид О. Ръсел            |
| 2013   | Забвение                              | Oblivion                                 | Сали                               | Джозеф Косински            |
| 2013   | Затворници                            | Prisoners                                | Холи Джоунс                        | Дени Вилньов               |
| 2014   | Закрилникът                           | The Equalizer                            | Сюзън Плъмър                       | Антоан Фукуа               |
| 2015   | Големият залог                        | The Big Short                            | Джорджия Хейл                      | Адам Маккей                |
| 2016   | Код: Лондон                           | London Has Fallen                        | Министър на отбраната Рут Макмилън | Бабак Наджафи              |